# Aphanogryllacris supraclipealis
Aphanogryllacris supraclipealis är en insektsart som beskrevs av Heinrich Hugo Karny 1937. Aphanogryllacris supraclipealis ingår i släktet Aphanogryllacris och familjen Gryllacrididae. Inga underarter finns listade i Catalogue of Life.